# Gonyleptes curticornis
Gonyleptes curticornis is een hooiwagen uit de familie Gonyleptidae.